# 百鳥塔

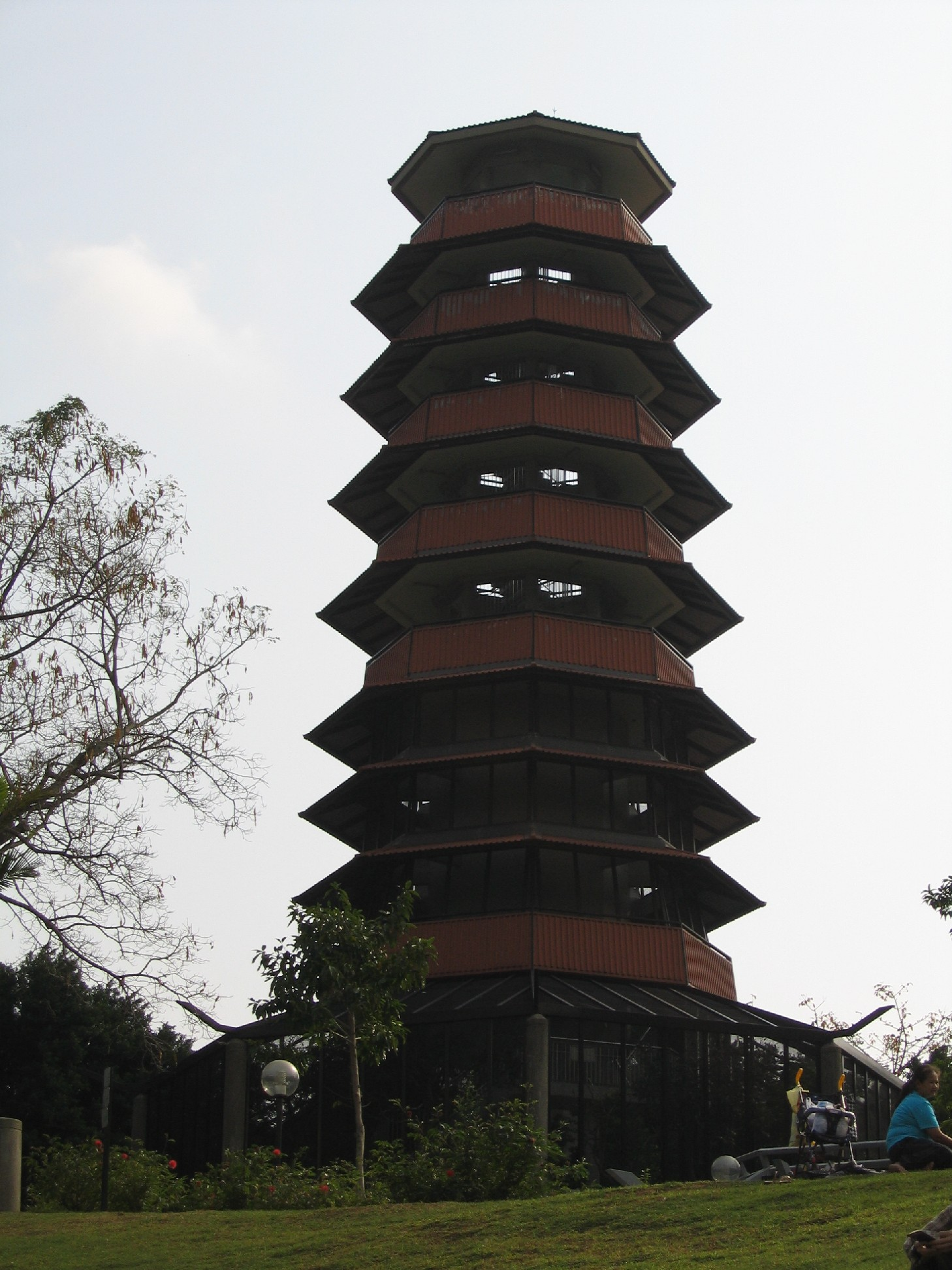
百鳥塔

百鳥塔（ひゃくちょうとう）は香港の元朗公園にある観光塔。

## 概要
高さ30メートル、7層建て。外装は赤色。1階の部分は百鳥苑と呼ばれる小さい（85平方メートル）鳥の飼育施設になっている。上の階からは屏山、厦村、十八郷、天水囲ニュータウン、元朗市中心など付近の景色が見渡せる。

## 百鳥苑
百鳥苑では、アカハラコノハドリ（橙腹葉鵯）、シロガシラクロヒヨドリ（黒短脚鵯、Black Bulbul）、キンバト（緑背金鳩、Emerald Dove）、ソウシチョウ（紅嘴相思）、ガビチョウ（画眉鳥）、ブンチョウ（爪哇禾雀）、コウライウグイス（黒枕黄鸝、Black-naped Oriole）、エボシヒヨドリ（黒冠黄鵯、Black-headed Yellow Bulbul）、モリハッカ（樹八哥）等、30種、100羽あまりの鳥を飼育している。

## 公開時間
四月～九月：午前8時-12時、午後1時-6時
十月～三月：午前8時-12時、下午1時-午後5時30分
水曜日（祝日を除く）：正午12時-午後3時に清掃のため一時閉鎖
料金：無料

## 交通アクセス
屯門　：
九広軽鉄 610，614，615，761，761P
佐敦道：
九龍バス 68X系統
上水　：
九龍バス 276、276P系統
沙田　：
九龍バス 269D系統
青衣　：
九龍バス 264M系統
香港　：
九龍バス 968系統
尖沙咀：
九龍バス 268B系統
九龍東：
九龍バス 268C系統